# Bystrzyca Kłodzka
Bystrzyca Kłodzka [bɨˈstʃɨʦa ˈkwɔʦka], tyska: Habelschwerdt, tjeckiska: Kladská Bystřice, är en stad i sydvästra Polen, belägen i distriktet Powiat kłodzki i Nedre Schlesiens vojvodskap, 20 kilometer söder om distriktets huvudort Kłodzko. Tätorten hade 10 447 invånare i juni 2014 och utgör centralort i en stads- och landskommun med 19 501 invånare samma år.

## Geografi
Staden ligger i Kłodzkodalen vid foten av Bystrzyckiebergen i bergskedjan Sudeterna, på den plats där bifloden Bystrzyca Łomnicka mynnar ut i floden Nysa Kłodzka.

## Historia
Stadens grundläggande är inte belagt i källor, men antas ha skett under slutet av 1200-talet, då det tyska ortnamnet Habelschwerdt kopplats samman med den lokala länsherren Gallus von Lemberg (tjeckiska: Havel z Lemberka) som styrde området i mitten av 1200-talet. En stad kom att grundas av tyska bosättare nära den slaviska byn Bystritz (tjeckiska: Bystřice), som givit staden dess slaviska namn. Under medeltiden lydde staden administrativt och kyrkligt under grevskapet Glatz.
Under fogden Jakob Rücker uppfördes en stadsmur, och 1319 upphöjdes staden Habelschwerdt av Johan av Böhmen till kunglig immediatstad, vilket åter bekräftades av dennes son, kejsaren Karl IV 1348. Samma år förvärvade Karl IV staden som del av sina kronländer, och staden kom att administreras av kungliga fogdar.
Genom sitt läge vid handelsvägen mellan Breslau och Wien, som gick snett över stadens torg, fick staden betydelse som handelsstad. Staden utvecklades till en hantverkarstad, framförallt för vävare.
Under husiterkrigen förstördes staden till större delen 1429. Staden brandskattades av schlesiska anhängare till Mattias Corvinus under dennes strider mot Georg Podiebrad 1469. Den eldhärjades 1475 men återuppbyggdes. Under reformationen kom stadens befolkning att till stora delar följa de schwenkfeldska och anabaptistiska radikalreformatoriska lärorna, men blev efter att dessa förbjöds 1548 officiellt lutheraner. Mellan 1563 och 1576 verkade den lutherske predikaren Caspar Elogius i stadens församlingskyrka. 
Under trettioåriga kriget plundrades staden av svenska trupper. I samband med motreformationen tvingades stadens befolkning 1628–1629 att antingen konvertera till katolicismen eller utvandra. Två större stadsbränder inträffade 1646 och 1703, då större delen av staden förstördes.
I det andra schlesiska kriget brandskattade ungerska trupper och pandurer staden. Vid staden stod slaget vid Habelschwerdt 14 februari 1745, då de preussiska trupperna under Johann von Lehwaldt besegrade de österrikiska trupperna under  Franz Wenzel von Wallis. Efter Freden i Hubertusburg blev staden 1763 tillsammans med grevskapet Glatz del av kungadömet Preussen.
Under Bayerska tronföljdskriget stod här ett slag den 18 januari 1779, då en österrikisk kår under Dagobert Sigmund von Wurmser besegrade de preussiska trupperna och tog många krigsfångar.
Efter de preussiska förvaltningsreformerna i början av 1800-talet blev Habelschwerdt 1818 säte för Landkreis Habelschwerdt, som omfattade de tidigare länen Habelschwerdt och Landeck. Efter att textilindustrin förlorat i betydelse under början av 1800-talet, fick staden istället en omfattande träindustri, med tre tändsticksfabriker. Staden hade under perioderna 1766-1776 och 1871-1925 ett lärarseminarium och en ny byggnad i nyrenässansstil för ändamålet uppfördes 1872. Stadens näringsliv fick ett uppsving i samband med att järnvägen Glatz–Habelschwerdt–Mittelwalde färdigställdes 1875. 1930 förvärvade staden godset Grafenort med dess tillhörande stora skogsegendomar.
Efter slutet av andra världskriget och Potsdamöverenskommelsen 1945 blev staden tillsammans med Schlesien del av Polen och döptes då om till det polska namnet Bystrzyca Kłodzka. Den tysktalande befolkningen fördrevs från staden och staden kom under decennierna efter kriget att återbefolkas av bosättare från centrala Polen och flyktingar från de tidigare polska områdena öster om Curzonlinjen. Mellan 1975 och 1998 var Bystrzyca Kłodzka del av Wałbrzychs vojvodskap, som 1999 uppgick i det nuvarande Nedre Schlesiens vojvodskap.

## Sevärdheter
- S:t Mikaelskyrkan (Kościół Św. Michała Archanioła) omnämns första gången i skriftliga källor 1336, men korets valv kan dateras till andra halvan av 1200-talet. Klocktornet var ursprungligen del av stadens ringmur. Kyrkan har byggts om flera gånger och genomgick 1914 en större om- och utbyggnad i nygotisk stil.
- Trefaldighetskolonnen vid torget, skulpterad 1737 av Angon Jörg från Kamenz. De undre skulpturerna föreställer helgonen Johannes Nepomuk, Sankt Florian och Franz Xaver; de övre föreställer S:t Mikael, Anna, Joakim och Josef samt Jungfru Maria.
- Rådhuset, uppfört 1451 och flera gånger ombyggt, senast 1852–1854, ritat i florentinsk renässansstil med sgraffitto.
- Skampålen vid Lilla Torget (Mały Rynek) från 1556.
- Hospitalkyrkan S:t Johannes Nepomuk från 1827.
- Stadsmuren från 1300-talet revs efter 1840 och vallgraven fylldes igen. Idag finns murrester i norra och östra delen av staden bevarade, samt den nedre porten Brama Wodna och två torn.
- Fogdebyggnaden vid Brama Wodna, med de äldsta delarna från 1300-talet.
- Tändsticksmuseet i den tidigare protestantiska kyrkan.
- S:t Floriankapellet

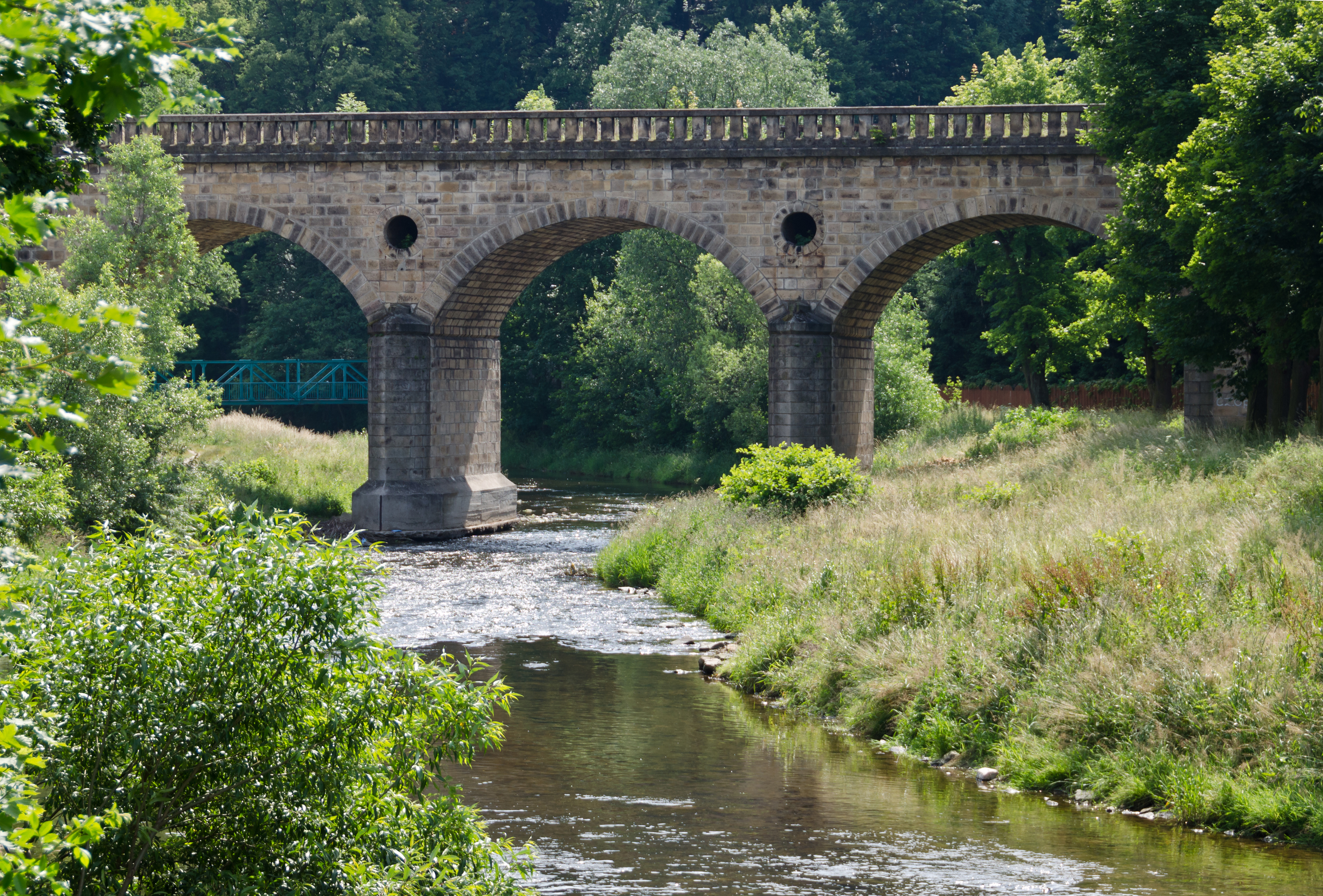
Bro över Nysa Kłodzka.
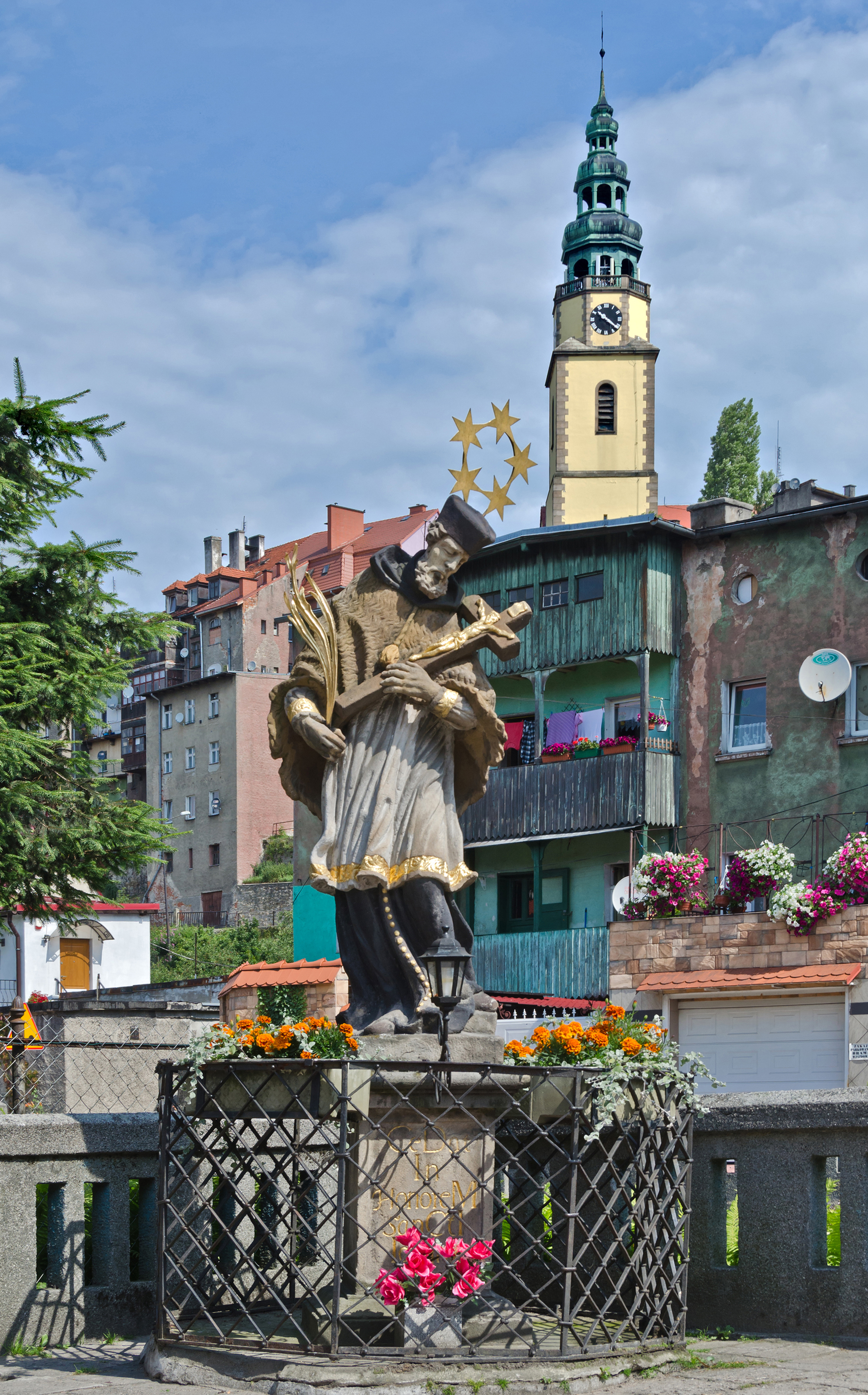
Johannes Nepomuk-statyn.
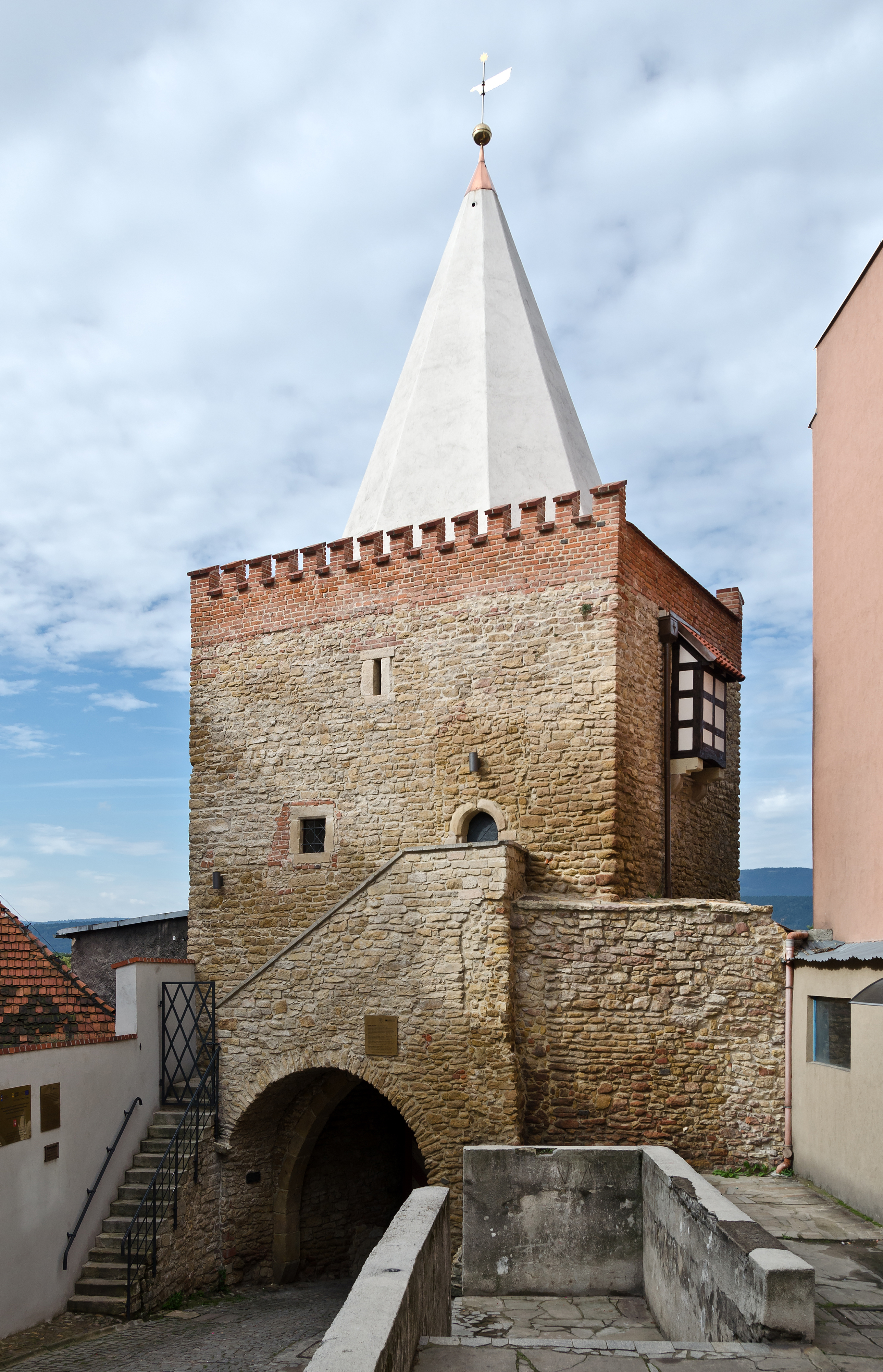
Brama Wodna.
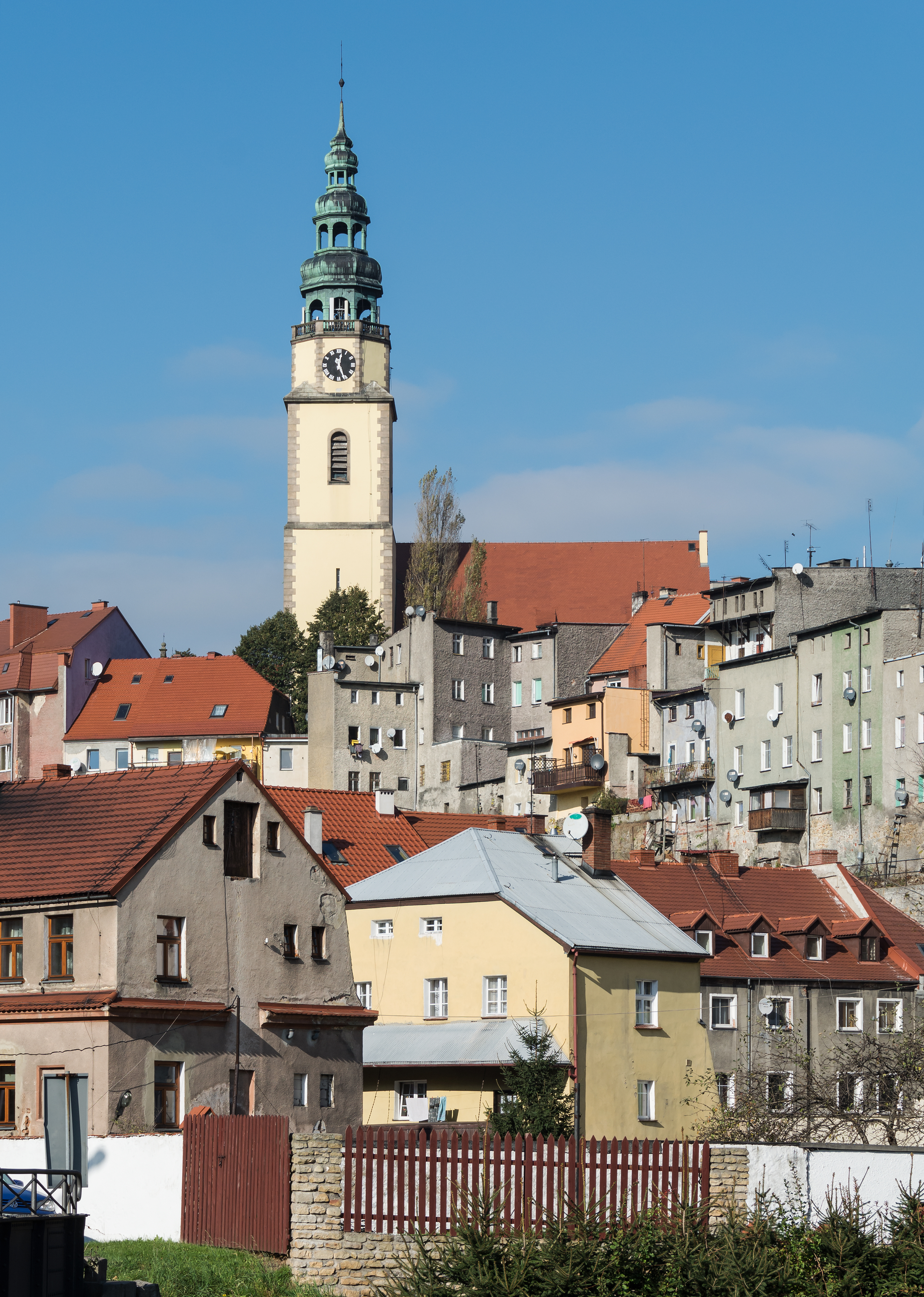
Vy mot S:t Mikaelskyrkan.
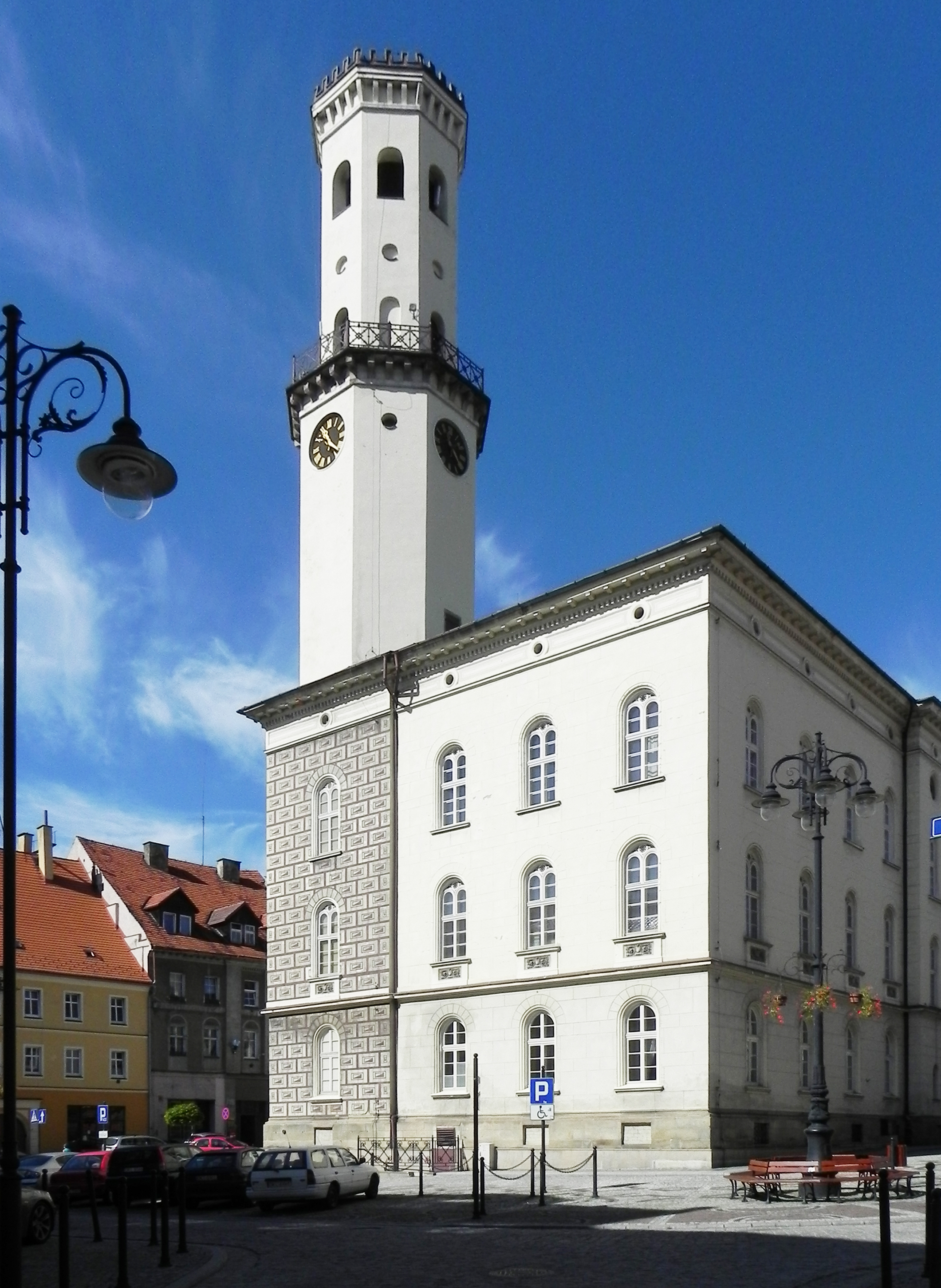
Rådhuset.
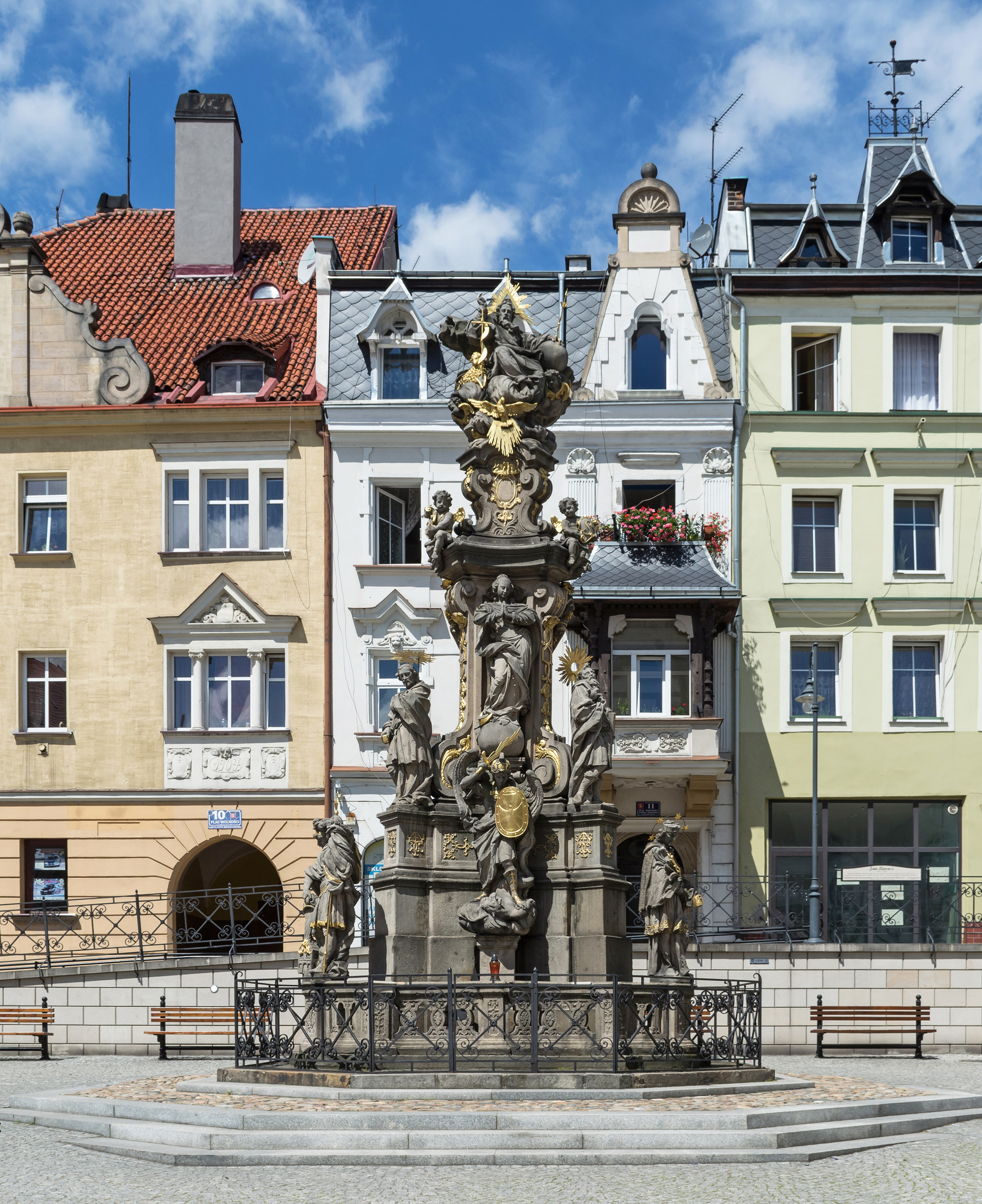
Trefaldighetskolonnen

## Kända personer från staden
- Johann Bock (1638–1688), jesuit, filosof och teolog.
- Johannes Kuben (1697–1770), jesuit och konstnär.
- Titus Ullrich (1813–1891), författare, konst- och litteraturkritiker.
- Rudolf Bial (1834–1881), violinist och kompositör.
- Hermann Stehr (1864–1940), författare.
- Hansom Milde-Meissner (1899–1983), filmkompositör.
- Ursula Raurin-Kutzner (född 1927), östtysk politiker för CDU i DDR.
- Andreas Hönisch (1930–2008), grundare av Servi Jesu et Mariae-orden.
- Georg Katzer (född 1935), kompositör, pionjär inom östtysk elektronisk musik.
- Klaus Neumann (född 1942), östtysk friidrottare.
- Małgorzata Ruchniewicz (född 1970), historiker.
- Marcin Marciniszyn (född 1982), friidrottare.

## Vänorter
- Alcañiz, Spanien
- Amberg, Tyskland
- Kaźmierz Wielkopolski, Polen
- Laissey, Frankrike
- Massa Martana, Italien
- Ústí nad Orlicí, Tjeckien